# Robert Vaughn
Robert Francis Vaughn (New York, 1932. november 22. – Danbury, Connecticut, 2016. november 11.) Primetime Emmy-díjas amerikai színész.

## Fiatal évei
1932. november 22-én született New Yorkban, Robert Francis Vaughn néven, Marcella Frances (lánykori nevén Gaudel) színpadi színésznő és Gerald Walter Vaughn rádiós színész gyermekeként. Ír, francia és német felmenői voltak.
Miután szülei elváltak, Robert Minneapolisban élt a nagyszüleinél, míg édesanyja elutazott. A North High School után beiratkozott a University of Minnesotára, újságírás szakra. Egy év után azonban kilépett, és Los Angelesbe költözött az anyjával. Aztán beiratkozott Los Angeles City College-ba, majd átment a Los Angeles-i State College of Applied Arts and Sciencesbe, ahol színházi mesterképzésen vett részt. Folytatva a felsőoktatást, a sikeres színészi karrierjéhez PhD-t szerzett kommunikációból az University of Southern Californián.

## Pályafutása
Az első filmes megjelenése az 1956-os Tízparancsolat egyik lándzsása és egy Aranyborjút imádó zsidó férfiként.
Ám első említésre méltó megjelenése az 1959-es A fiatal philadelphiai c. film volt, amelyért Oscar- és Golden Globe-díjra jelölték.
A San Franciscó-i zsaru c. filmbeli szerepéért pedig BAFTA-díjra jelölték.
További figyelemre méltó filmszerepei közé tartozik A hét mesterlövészben Lee, az úriember fejvadász.
Később is szerepelt mozifilmekben, mint a Pokoli torony, vagy a Terence Hill főszereplésével készült A keményfejű, de elsősorban tévéfilmekben és tévésorozatokban volt gyakori színész, legismertebb sorozata Az U.N.C.L.E. embere volt, ahol Napoleon Solót játszotta, de szerepelt többek között a Columbóban, a Gyilkos sorokban, A szupercsapatban, a Walker, a texasi kopóban, vagy a Vagányok - Öt sikkes sittesben is.

## Magánélete
1974-ben feleségül vette Linda Staab színésznőt, akivel az 1973-as The Protectors filmsorozatban találkozott. Házasságkötésük után nem sokkal két gyermeket fogadtak örökbe: Cassidyt (1976) és Caitlint (1981)
Vaughnról sok éven át azt híresztelték, hogy Matthew Vaughn angol filmrendező és producernek ő az apja. Akkor született, amikor Robert kapcsolatot tartott Matthew édesanyjával Kathy Ceatonnal a 70-es évek elején, de jóval később az apasági vizsgálatból kiderült, hogy nem ő az apa, hanem George de Vere Drummond angol arisztokrata.

## Halála
Vaughn Connecticutban található ridgefieldi otthonában halt meg 11 nappal a 84. születésnapja előtt, 2016. november 11-én. Halálát akut leukémia okozta.

## Filmográfia
- 1956: A Tízparancsolat (The Ten Commandments); Lándzsás / Zsidó férfi az Aranyborjúnál
- 1956–1957: Gunsmoke sorozat ... Andy Bowers / Kid
- 1958: Panic! sorozat ... Frank Elliot
- 1959: A fiatal philadelphiai (The Young Philadelphians)
- 1960: A hét mesterlövész (The Magnificent Seven) ... Lee
- 1961: Thriller sorozat ... Dr. Frank Cordell
- 1964: Kémcsapda (To Trap a Spy) ... Napoleon Solo
- 1965: Álcázott kémek (The Spy With My Face) ... Napoleon Solo
- 1966: Az egyik kémünk hiányzik (One of Our Spies Is Missing) ... Napoleon Solo
- 1966: Eggyel több kém (One Spy Too Many) ... Napoleon Solo
- 1966: A zöld kalapos kém (The Spy in the Green Hat) ... Napoleon Solo
- 1966: Az üvegfenekű hajó (The Glass Bottom Boat) ... Napoleon Solo
- 1967: Karategyilkosok (The Karate Killers)
- 1967: A velencei ügy (Venetian Affair)
- 1968: San Franciscó-i zsaru (Bullitt)
- 1968: Hogyan lopjuk el a világot? (How to Steel the World)
- 1968: Helikopteres kémek (The Helicopter Spies) ... Napoleon Solo
- 1969: A remageni híd (The Bridge at Remagen) ... Paul Krüger őrnagy
- 1970: Julius Caesar ... Servilius Casca
- 1970: Mr. Soames eszmélése ... Dr. Bergen
- 1974: Pokoli torony (The Towering Inferno)
- 1975: A gyerekfelügyelő ... Stuart Chase
- 1975: Columbo - Zavaros vizeken (Columbo: Troubled Waters) ... Hayden Danziger
- 1976: Columbo - Utolsó üdvözlet a kapitánynak (Columbo: Last Salute to the Commodore) ... Charles Clay
- 1977: A komputer gyermeke (Demon Seed) ... Proteus IV (szinkronhang)
- 1977: Washington zárt ajtók mögött (Washington: Behind Closed Doors)
- 1977: Csillaghajó invázió ... Allan Duncan professzor
- 1978: Magas rangú célpont (Elsőrendű célpont / Brass Target)
- 1980: Bitang Tony (Cuba Crossing)
- 1980: Ufó Arizonában (Hangar 18)
- 1980: Csata a csillagokon túl (Battle Beyond the Star)
- 1981: S. O. B. (S.O.B.) ... David Blackman
- 1981: Szerelemhajó sorozat ... Charlie Paris
- 1982: A tisztesség ára ... Frederick Walker
- 1983: Superman III. (Superman III)
- 1985: Terápia ... Oliver Coles
- 1985: Nemzetközi repülőtér ... Captain Powell
- 1986: Bel-Air hercege ... Stanley Auerbach
- 1986: Delta Kommandó (The Delta Force)
- 1986: Fantasztikus prototípus (Black Moon Rising)
- 1986: A szupercsapat sorozat ... Hunt Stockwell tábornok
- 1987: A merénylet órája ... Sam Merrick
- 1987: Éjszakai hajsza (Nightstick)
- 1988: A keményfejű (Renegade) ... Lawson
- 1988: Koponya-Part ... Maj. Schneider
- 1988: Drogbáró (Captive Rage) ... Eduard Delacorte
- 1989: Halálfolyó (River of Death) ... Dr. Wolfgang Manteuffel
- 1989: Nőt akarok, őt akarom! (Nobody’s Perfect) ... Dr. Duncan
- 1989: Turbózombi, véruszkár (C.H.U.D. II - Bud the Chud) ... Masters ezredes
- 1990: Bosszú a sírból (Buried Alive) ... Gary
- 1990: A bosszúálló (Dark Avenger) ... Peter Kinghorn
- 1990: Perry Mason: A pimasz lány esete (Perry Mason: The Case of the Defiant Daughter)
- 1990: Senki sem tökéletes ... Dr. Duncan
- 1990: Tengeralattjáró akadémia (Going Under) ... Wedgewood
- 1992: Lincoln ... Isaac Arnold
- 1993–1994: Kung fu: A legenda folytatódik sorozat ... Rykker (két epizód)
- 1994: Sirens sorozat ... Ned Whelan
- 1995: A Boszorkány-hegy (Escape to Witch Mountain) ... Edward Bolt
- 1996: Bogaras Joe (Joe’s Apartment) ... szenátor
- 1996: Sötét igazság (Visions) ... Silvestri ügynök
- 1996–1998: A dadus (The Nanny) ... James Sheffield (két epizód)
- 1997: A galaxis kapuja (The Sender) ... Ron Fairfax
- 1997: Egy amerikai affér (An American Affair) ... Michaels professzor
- 1998: Kincs, ami van (McCinsey’s Island) ... Walter Denkins
- 1998: Virtuális szerelem (Virtual Obsession) ... Adam Spring
- 1998: Basebolondok (BASEketball) ... Baxter Cain
- 1998: Cég embere (The Company Man) ... Control 5
- 2001: Pootie Tang ... Dick Lecter
- 2004: Vagányok - Öt sikkes sittes sorozat (hustle) ... Albert Stroller
- 2004: Az ügyvéd szeretője (The Warrior Class)
- 2004: Állásvadászok (2BPerfectlyHonest)
- 2004: Natalie Wood rejtélyes élete (The Mystery of Natalie Wood) ... Önmaga
- 2005: Steve McQueen: Mitől sikeres? (Steve McQueen: The Essence of Cool)
- 2006–2015: Esküdt ellenségek: Különleges ügyosztály sorozat ... Walter Briggs / Tate Speer

## Díjak és jelölések
- Oscar-díj
  - jelölés: a legjobb férfi mellékszereplő - A fiatal philadelphiai (1959)
- Golden Globe-díj
  - jelölés: a legjobb férfi mellékszereplő - A fiatal philadelphiai (1959)
- BAFTA-díj
  - jelölés: a legjobb férfi mellékszereplő - San Franciscó-i zsaru (1969)

## Fordítás
- Ez a szócikk részben vagy egészben  a   Robert Vaughn című angol Wikipédia-szócikk fordításán alapul.  Az eredeti cikk szerkesztőit annak laptörténete sorolja fel. Ez a jelzés csupán a megfogalmazás eredetét és a szerzői jogokat jelzi, nem szolgál a cikkben szereplő információk forrásmegjelöléseként.